# Montrieux-en-Sologne
Montrieux-en-Sologne är en kommun i departementet Loir-et-Cher i regionen Centre-Val de Loire i de centrala delarna av Frankrike. Kommunen ligger i kantonen Neung-sur-Beuvron som tillhör arrondissementet Romorantin-Lanthenay. År 2022 hade Montrieux-en-Sologne 636 invånare.

## Befolkningsutveckling
Antalet invånare i kommunen Montrieux-en-Sologne
| Referens: INSEE |